# Exarcado Ortodoxo Russo no Sudeste Asiático
Exarcado Ortodoxo Russo no Sudeste Asiático ou Exarcado Patriarcal do Sudeste Asiático (em russo:  Патриарший экзархат в Юго-Восточной Азии) é o exarcado estrangeiro do Patriarcado de Moscou em Singapura, Timor-Leste, Vietnã, Indonésia, Camboja, Coreia do Norte, República da Coreia, Laos, Malásia, Mianmar, Papua-Nova Guiné, Tailândia e Filipinas. Estabelecido em 28 de dezembro de 2018 por decisão do Santo Sínodo da Igreja Ortodoxa Russa.
O primaz é o Metropolita Sérgio (Chashin), que detém o título de Metropolita de Singapura e Sudeste Asiático.

## História

### Ortodoxia na Coreia
A Ortodoxia desenvolveu-se inicialmente na Coreia em conexão com as atividades da missão espiritual coreana da Igreja Ortodoxa Russa no início do século XX. Após a revolução de 1917, em condições de turbulência e dispersão sem precedentes do rebanho da Igreja Ortodoxa Russa em diferentes países do mundo, as primeiras paróquias russas surgiram no Sudeste Asiático: nas Filipinas  e nas Índias Orientais Holandesas (agora Indonésia), que na época estavam subordinados à Igreja Ortodoxa Russa fora da Rússia. A atividade missionária naquela época não era realizada, de modo que a saída de refugiados russos do sudeste asiático levou ao desaparecimento dessas paróquias.  A missão espiritual russa na Coreia do Sul em 1955 foi transferida para o Patriarcado de Constantinopla.
Após o colapso da União Soviética, imigrantes da ex-União Soviética e de outros países tradicionalmente ortodoxos começaram a chegar ao Sudeste Asiático. No entanto, praticamente não havia paróquias ortodoxas nesta área, e o Patriarcado de Moscou não tinha nenhuma. Gradualmente, a situação começou a mudar. Em 1999, Hegúmeno Oleg (Cherepanin) fundou a Paróquia de São Nicolau em Bangkok. Em 2001, Hégumeno Oleg foi nomeado chefe da então estabelecida Representação da Igreja Ortodoxa Russa no Reino da Tailândia, que também era responsável pelo Laos e pelo Camboja. Após o registro da Igreja Ortodoxa Russa na Tailândia em 2008, foi possível abrir paróquias em todo o país. Em 2018 havia 10, e todos elas tinham igrejas permanentes construídas. Além disso, uma faculdade teológica foi construída e aberta na ilha de Phuket para treinar pessoas do Sudeste Asiático que se converteram à Ortodoxia. Três paróquias no Camboja foram estabelecidas, com igrejas construídas para duas delas. Desde 2014, a missão ortodoxa russa nas Filipinas começou a se desenvolver. Em 2018 havia 16 paróquias do Patriarcado de Moscou nas Filipinas, principalmente na ilha de Mindanao. Duas comunidades ortodoxas russas foram criadas no Vietnã, uma em Vũng Tàu (desde 2002) e a outra em Hanói (desde 2016). Na Indonésia, as paróquias do Patriarcado de Moscou foram abertas em Jacarta, Surabaya e Bali.
Em 21 de outubro de 2016, o Santo Sínodo da Igreja Ortodoxa Russa nomeou Sérgio (Chashin) de Solnechnogorsk como Administrador para as Paróquias do Patriarcado de Moscou no Sudeste e Leste da Ásia. Ele cuidou de Paróquias no Camboja, Indonésia, Laos, Malásia, Singapura, Filipinas, República Popular da Coreia do Norte, República da Coreia e Vietnã. Uma estrutura separada foi formada para a Tailândia: as Paróquias Patriarcais da Tailândia, subordinadas diretamente ao Patriarca de Moscou e Toda a Rússia.

### Criação do Exarcado Patriarcal do Sudeste Asiático
Em 28 de Dezembro de 2018, em resposta à ações do Patriarcado de Constantinopla na Ucrânia,  o Santo Sínodo da Igreja Ortodoxa Russa decidiram criar "um Exarcado Patriarcal na Europa Ocidental com o centro em Paris", bem como "um Exarcado Patriarcal no Sudeste Asiático com o centro em Singapura". A "esfera de responsabilidade pastoral" do Exarcado Patriarcal do Sudeste Asiático é Singapura, Vietnã, Indonésia, Camboja, Coreia do Norte, Coreia do Sul, Laos, Malásia, Myanmar, Filipinas e Tailândia. No mesmo dia, em uma entrevista com o Canal Russia-24,  Metropolita Hilarion, porta-voz do Patriarcado de Moscou, declarou que a Igreja Ortodoxa Russa "agora agirá como se eles [Constantinopla] não existissem, porque nosso propósito é missionário, nossa tarefa é educar, estamos criando essas estruturas para cuidar do nosso rebanho ministerial, não pode haver tais fatores de dissuasão aqui ", e que a Igreja Ortodoxa Russa se encarregará dos fiéis Ortodoxos de sua diáspora em vez do Patriarcado Ecumênico.
O Arcebispo Sérgio (Chashin), foi nomeado Primaz do recém-criado Exarcado Patriarcal do Sudeste Asiático, com o título de "Singapura e Sudeste Asiático". Em 7 de janeiro de 2019, durante o serviço noturno na Igreja de Cristo Salvador em Moscou, o Patriarca Cirilo elevou o Arcebispo Sérgio (Chashin) ao posto de Metropolita em conexão com a nomeação deste último como Exarca do Exarcado Patriarcal do Sudeste Asiático.

Em agosto de 2019, o Metropolita Sérgio de Singapura e Sudeste Asiático disse que "hoje não falamos do estabelecimento de uma 'Igreja paralela', mas da restauração da missão eclesiástica da Igreja Ortodoxa Russa. Esta condicionada pela necessidade de fornecer pastoral, cuidado com nossos compatriotas em todas as partes do globo, incluindo a Ásia, bem como pela impossibilidade de nosso rebanho atualmente de participar dos Mistérios na Igreja de Constantinopla, pois ela entrou em comunhão com os cismáticos e invadiu os limites canônicos da Igreja do Patriarcado de Moscou na Ucrânia ".

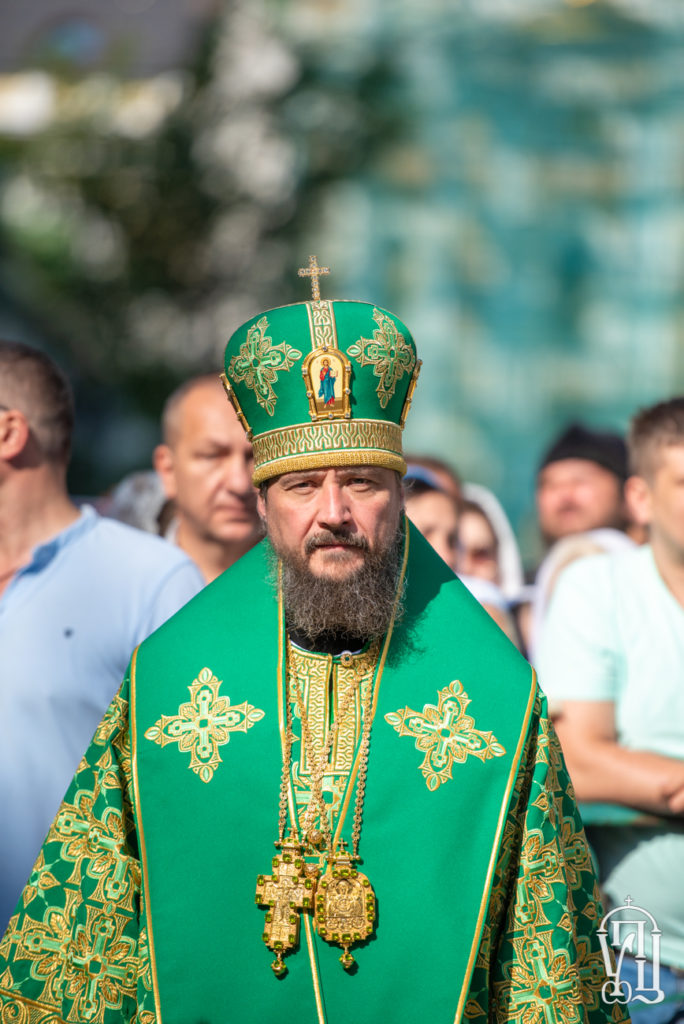
Metropolita Sérgio Chashin

## Exarca
- Sérgio (Chashin) (28 de dezembro de 2018 -).[18][26]

## Estrutura
Desde 26 de fevereiro de 2019 o Exarcado está dividido em quatro dioceses:
- Diocese de Singapura (compreendendo Singapura, Indonésia e Malásia), sempre chefiada pelo Primaz do Exarcado Patriarcal do Sudeste Asiático;[2][29]
  - Vicariato de Jacarta;
- Diocese da Coreia (incluindo Coreia do Norte e Coreia do Sul);
- Diocese da Tailândia (incluindo Camboja, Laos, Tailândia e Mianmar);
- Diocese das Filipinas e Vietnã (incluindo Filipinas e Vietnã).

No mesmo dia, o Metropolita Sérgio (Chashin) foi nomeado Bispo governante da Diocese de Singapura, bem como lugar-tenente das outras 3 dioceses.
Em 4 de abril de 2019, o Arcebispo Teófanes foi nomeado pelo Santo Sínodo como Primaz da Diocese da Coreia.